# Boscamnant
Boscamnant là một xã trong tỉnh Charente-Maritime Charente-Maritime trong vùng Nouvelle-Aquitaine, tây nam nước Pháp. Xã Boscamnant nằm ở khu vực có độ cao trung bình 84 mét trên mực nước biển.